# Ae (chirilic)
Ae (Ӕ, ӕ) este o literă a alfabetului chirilic, folosită exclusiv în limba osetă pentru a reprezenta vocala centrală aproape deschisă /ɐ/.  Transliterația sa ISO 9 este ⟨æ⟩, dar unele scheme de transliterare o pot reda ca ⟨ä⟩. Arată identic cu litera Æ (Æ æ Æ æ) din grafia latină. 
În utilizare practică, litera latină este folosită în mod tradițional în textele osetice: deși stilul este identic, este susținută de un număr mai mare de fonturi și se găsește în layout-urile populare de tastatură. 
Pe sistemele în care, dintr-un motiv oarecare, tastarea Æ nu este posibilă, se folosesc diverse notații surogat:
- Ae în loc de Æ (cel mai des);
- & în loc de Æ (în același timp, fonemele /а/ și /æ/ nu diferă în scris, ceea ce poate provoca probleme de înțelegere);
- E în loc de Æ.

## Istorie
Litera a fost folosită pentru prima dată în alfabetul chirilic al lui Anders Johan Sjögren în 1844 și a apărut pentru prima dată în cărți de ficțiune și poezie publicate la începutul secolului al XX-lea. A fost păstrat în timpul trecerii la un alfabet latin și al revenirii la un alfabet chirilic. Este una dintre cele mai comune litere din limba osetă.
Litera a fost găsită și în alfabetul Lezgin din 1911.

## Codurile de calculator
| Previzualizare                | Æ                            | Æ                            | A                            | A                            |
| ----------------------------- | ---------------------------- | ---------------------------- | ---------------------------- | ---------------------------- |
| Nume Unicode                  | LIGATURA MARE CHIRILICĂ A IE | LIGATURA MARE CHIRILICĂ A IE | LIGATURA MICĂ CHIRILICĂ A IE | LIGATURA MICĂ CHIRILICĂ A IE |
| Codificări                    | zecimal                      | hexazecimal                  | dec                          | hex                          |
| Unicode                       | 1236                         | U+04D4                       | 1237                         | U+04D5                       |
| UTF-8                         | 211 148                      | D3 94                        | 211 149                      | D3 95                        |
| Referință de caracter numeric | Ӕ                            | Ӕ                            | ӕ                            | ӕ                            |